# لارس لوکاس مای
لارس لوکاس مای (متولد ۳۱ مارس ۲۰۰۰) نام بازیکنی آلمانی در پست دفاع و در حال حاضر در عضویت باشگاه فوتبال بایرن مونیخ آلمان می‌باشد.

## دوران باشگاهی
لارس لوکاس مای، ملقب به لَسی، در ژوئیه ۲۰۱۴ از باشگاه فوتبال دینامو درسدن به بخش جوانان و نوجوانان بایرن مونیخ پیوست.
در ۲۱ آوریل ۲۰۱۸، مای تحت سرمربیگری یوپ هاینکس اولین بازی خود برای بایرن مونیخ را انجام داد. اولین بازی او با نتیجه ۳–۰ به نفع بایرن در برابر هانوفر ۹۶ به پایان رسید؛ بازی که در آن او ۹۰ دقیقه کامل بازی کرد و تبدیل به اولین بازیکن بایرنی متولد در سال ۲۰۰۰ میلادی شد که در بوندسلیگا بازی کرده‌است.
در تاریخ ۲۷ آوریل، مای اولین قرارداد حرفه‌ای خود با بایرن مونیخ را به مدت ۳ سال (تا تاریخ ۳۰ ژوئن ۲۰۲۱) امضا کرد.

## زندگی شخصی
پدر او لارس، از نوامبر ۲۰۱۳ تا سپتامبر ۲۰۱۷ عضو هیئت مدیره باشگاه فوتبال دینامو درسدن بود. برادر بزرگ‌تر او، سباستین نیز بازیکن فوتبال است.

## آمار حرفه ای

### باشگاهی
| باشگاه        | فصل     | لیگ              | لیگ  | لیگ | جام حذفی | جام حذفی | جام بین‌قاره‌ای | جام بین‌قاره‌ای | دیگر مسابقات | دیگر مسابقات | مجموع | مجموع |
| باشگاه        | فصل     | دسته             | بازی | گل  | بازی     | گل       | بازی          | گل            | بازی         | گل           | بازی  | گل    |
| ------------- | ------- | ---------------- | ---- | --- | -------- | -------- | ------------- | ------------- | ------------ | ------------ | ----- | ----- |
| بایرن مونیخ ۲ | ۱۸–۲۰۱۷ | رجیونالیگا بایرن | ۱    | ۰   | —        | —        | —             | —             | —            | —            | ۱     | ۰     |
| بایرن مونیخ   | ۱۸–۲۰۱۷ | بوندسلیگا        | ۲    | ۰   | ۰        | ۰        | ۰             | ۰             | ۰            | ۰            | ۲     | ۰     |
| مجموع         | مجموع   | مجموع            | ۳    | ۰   | ۰        | ۰        | ۰             | ۰             | ۰            | ۰            | ۳     | ۰     |

## افتخارات

### باشگاهی

#### بایرن مونیخ دو
- جام بایرن مونیخ:۱۹–۲۰۱۸
- لیگ برتر بین‌المللی جوانان:۱۹–۲۰۱۸

#### بایرن مونیخ
- بوندس لیگا:۱۸–۲۰۱۷، ۱۹–۲۰۱۸
- جام حذفی آلمان:۱۹–۲۰۱۸